# Sandra Martín
Sandra Martín (Madrid, 10 de enero de 1994) es una actriz española de cine y televisión, más conocida por interpretar el papel de Mónica en La gran familia española.

## Carrera
Comenzó a estudiar interpretación con 15 años en una escuela de actores de Madrid, Arte4. En 2013 debutó en el cine con La gran familia española, dirigida por Daniel Sánchez Arévalo donde interpretó a Mónica, uno de los personajes protagonistas de la película. Ese mismo año participó en ocho capítulos de El secreto de Puente Viejo. También ha realizado alguna participación en cortometrajes y en un videoclip musical. Interpretó el papel de Paty Fernández en la serie Servir y Proteger de RTVE hasta octubre del 2021.

## Filmografía

### Televisión
| Series de televisión | Series de televisión       | Series de televisión      | Series de televisión | Series de televisión |
| Año                  | Título                     | Papel                     | Cadena               | Notas                |
| -------------------- | -------------------------- | ------------------------- | -------------------- | -------------------- |
| 2013                 | El secreto de Puente Viejo | Nieves Álvarez Cienfuegos | Antena 3             | 9 capítulos          |
| 2014                 | Vive cantando              | Chica hippie              | Antena 3             | 1 capítulo           |
| 2017-2022            | Servir y proteger          | Patricia "Paty" Fernández | La 1                 | 1003 capítulos       |

### Cine
| Cine | Cine                     | Cine                 | Cine     | Cine            |
| Año  | Título                   | Papel                | Tipo     | Notas           |
| ---- | ------------------------ | -------------------- | -------- | --------------- |
| 2013 | La gran familia española | Mónica Diego López   | Película | Papel principal |
| 2024 | Palacio Estilistas       | Miriam               | Película | Papel principal |
| 2024 | Quien es quien           | Agente Guardia Civil | Película |                 |

### Cortometraje
| Cine | Cine              | Cine     |
| Año  | Título            | Papel    |
| ---- | ----------------- | -------- |
| 2015 | Milkshake         | Carolina |
| 2015 | Admirador secreto |          |
| 2016 | Medianoche        | Claudia  |
| 2016 | Underdogs         | Marina   |
| 2017 | Vergüenza         | Sara     |

### Teatro
| Obras de teatro | Obras de teatro | Obras de teatro | Obras de teatro | Obras de teatro |
| Año             | Título          | Papel           | Tipo            | Notas           |
| --------------- | --------------- | --------------- | --------------- | --------------- |
| 2013-2014       | Hormigueo       |                 | Obra de teatro  | Papel principal |